# Zone naturelle protégée de la Gorge-de-la-Rivière-Jacquet
La zone naturelle protégée de la Gorge-de-la-Rivière-Jacquet est la plus grande aire protégée du Nouveau-Brunswick et l'une des 59 zones naturelles protégées de cette province.  Elle a pour mission de protégée un élément représentatif de l'écorégion des Hautes-Terres du Nord.

## Géographie
La zone naturelle protégée de la Gorge-de-la-Rivière-Jacquet est située au nord-ouest du Nouveau-Brunswick dans les comtés de Restigouche et de Gloucester dans l'écorégion des Hautes-Terres du Nord. Le site de la gorge couvre une superficie de 26 026 ha. La ville la plus près de la zone protégée est Bathurst.

## Flore
Les principales essences forestière que l'on retrouve dans la zone naturelle protégée sont le sapin baumier, l'épinette noire, le pin blanc et le thuya occidental.

## Annexe